# Carettochelys insculpta
La tartaruga naso di porcello o tartaruga muso di porco o tartaruga muso di porcello (Carettochelys insculpta Ramsay, 1887) è una tartaruga diffusa in Nuova Guinea e Australia. È l'unica specie del genere Carettochelys e unica rappresentante vivente della famiglia Carettochelyidae.

## Descrizione

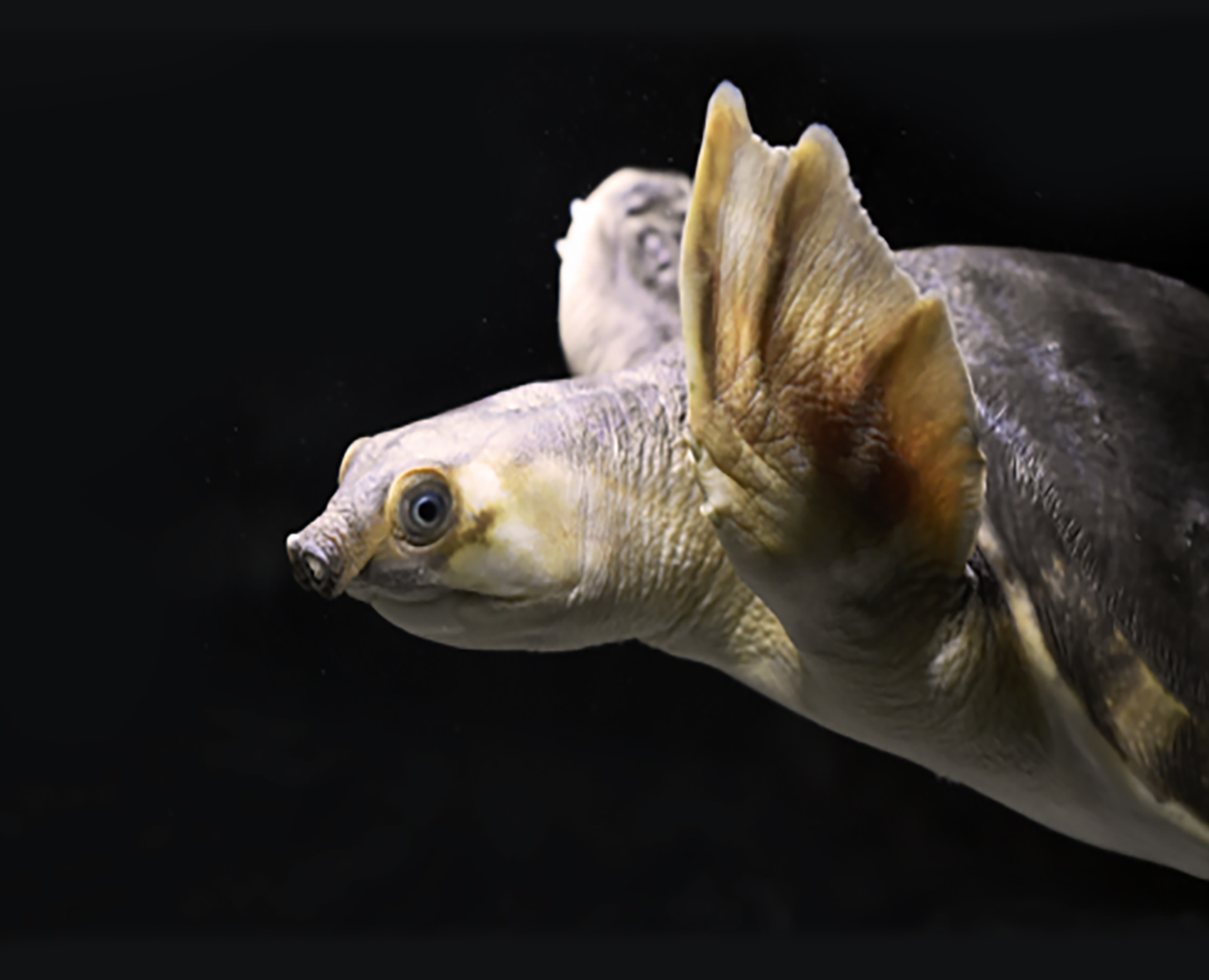
Museo storia naturale Università Pisa - Tartaruga naso di porcello

Questa insolita tartaruga, lunga da 70 a 75 cm, vive nell'acqua dolce ma condivide numerose caratteristiche con i chelonidi marini. I suoi arti sono larghi e pinniformi, con unghie relativamente poco pronunciate, e il suo carapace verde o grigiastro è rivestito di morbida pelle. La superficie della corazza è coperta di fossette o di solchi.

## Biologia
Le tartarughe naso di porcello sono predatori attivi, si cibano di chiocciole, pesciolini e frutti. Devono il loro nome al muso, che ricorda quello del maiale e che usano per respirare stando sott'acqua. Le femmine fanno il nido in buche poco profonde in riva ai fiumi e depongono fino a 22 uova dal guscio sottile.